# Bellecombe-en-Bauges
Bellecombe-en-Bauges és un municipi francès situat al departament de la Savoia i a la regió d'Alvèrnia-Roine-Alps. L'any 2007 tenia 615 habitants.

## Demografia

### Població
El 2007 la població de fet de Bellecombe-en-Bauges era de 615 persones. Hi havia 244 famílies de les quals 72 eren unipersonals (36 homes vivint sols i 36 dones vivint soles), 56 parelles sense fills, 96 parelles amb fills i 20 famílies monoparentals amb fills.
La població ha evolucionat segons el següent gràfic:
Habitants censats

### Habitatges
El 2007 hi havia 341 habitatges, 250 eren l'habitatge principal de la família, 69 eren segones residències i 22 estaven desocupats. 306 eren cases i 35 eren apartaments. Dels 250 habitatges principals, 199 estaven ocupats pels seus propietaris, 47 estaven llogats i ocupats pels llogaters i 4 estaven cedits a títol gratuït; 1 tenia una cambra, 13 en tenien dues, 44 en tenien tres, 73 en tenien quatre i 119 en tenien cinc o més. 223 habitatges disposaven pel capbaix d'una plaça de pàrquing. A 108 habitatges hi havia un automòbil i a 130 n'hi havia dos o més.

### Piràmide de població
La piràmide de població per edats i sexe el 2009 era:
| Homes | Edats   | Dones |
| ----- | ------- | ----- |
| 0     | 95 o +  | 0     |
| 0     | 90 a 94 | 8     |
| 0     | 85 a 89 | 0     |
| 0     | 80 a 84 | 0     |
| 8     | 75 a 79 | 16    |
| 24    | 70 a 74 | 12    |
| 0     | 65 a 69 | 16    |
| 12    | 60 a 64 | 4     |
| 4     | 55 a 59 | 20    |
| 28    | 50 a 54 | 16    |
| 8     | 45 a 49 | 16    |
| 24    | 40 a 44 | 8     |
| 20    | 35 a 39 | 28    |
| 16    | 30 a 34 | 16    |
| 8     | 25 a 29 | 4     |
| 0     | 20 a 24 | 4     |
| 4     | 15 a 19 | 4     |
| 8     | 10 a 14 | 20    |
| 12    | 5 a 9   | 16    |
| 24    | 0 a 4   | 16    |

## Economia
El 2007 la població en edat de treballar era de 376 persones, 309 eren actives i 67 eren inactives. De les 309 persones actives 299 estaven ocupades (164 homes i 135 dones) i 10 estaven aturades (3 homes i 7 dones). De les 67 persones inactives 23 estaven jubilades, 16 estaven estudiant i 28 estaven classificades com a «altres inactius».

### Ingressos
El 2009 a Bellecombe-en-Bauges hi havia 256 unitats fiscals que integraven 642,5 persones, la mediana anual d'ingressos fiscals per persona era de 19.258 €.

### Activitats econòmiques
Dels 38 establiments que hi havia el 2007, 1 era d'una empresa extractiva, 1 d'una empresa alimentària, 1 d'una empresa de fabricació de material elèctric, 4 d'empreses de fabricació d'altres productes industrials, 9 d'empreses de construcció, 3 d'empreses de comerç i reparació d'automòbils, 1 d'una empresa de transport, 1 d'una empresa d'hostatgeria i restauració, 2 d'empreses d'informació i comunicació, 1 d'una empresa immobiliària, 11 d'empreses de serveis, 2 d'entitats de l'administració pública i 1 d'una empresa classificada com a «altres activitats de serveis».
Dels 9 establiments de servei als particulars que hi havia el 2009, 4 eren paletes i 5 fusteries.
L'únic establiment comercial que hi havia el 2009 era una floristeria.
L'any 2000 a Bellecombe-en-Bauges hi havia 18 explotacions agrícoles que ocupaven un total de 720 hectàrees.

## Equipaments sanitaris i escolars
El 2009 hi havia una escola elemental.

## Poblacions més properes
El següent diagrama mostra les poblacions més properes.